# Group Sex (album)
Group Sex (Nederlands: Groepsseks) is het debuutalbum van de hardcore punk-band Circle Jerks. Het album bevat 14 nummers waarvan de meeste ongeveer één minuut duren.
Keith Morris heeft geholpen met het schrijven van "Wasted" en "Don't Care" voor zijn band Black Flag.

## Tracklist
1. "Deny Everything" – 0:28 (Keith Morris, Roger Rogerson)
2. "I Just Want Some Skank" – 1:10 (Keith Morris, Greg Hetson, Roger Rogerson, Lucky Lehrer)
3. "Beverly Hills" – 1:06 (Keith Morris, Roger Rogerson)
4. "Operation" – 1:30 (Lucky Lehrer, Roger Rogerson)
5. "Back Against the Wall" – 1:35 (Keith Morris, Greg Hetson, Roger Rogerson, Lucky Lehrer)
6. "Wasted" – 0:43 (Keith Morris, Greg Hetson)
7. "Behind the Door" – 1:26 (Keith Morris, Greg Hetson, Roger Rogerson, Lucky Lehrer)
8. "World Up My Ass" – 1:17 (Roger Rogerson, Keith Morris)
9. "Paid Vacation" – 1:29 (Keith Morris, Greg Hetson, Roger Rogerson, Lucky Lehrer)
10. "Don't Care" – 0:36 (Keith Morris, Brian Migdol, Greg Ginn)
11. "Live Fast, Die Young" – 1:33 (Keith Morris, Greg Hetson)
12. "What's Your Problem" – 0:57 (Keith Morris, Roger Rogerson)
13. "Group Sex" – 1:04 (Jeffrey Lee Pierce, Keith Morris, Greg Hetson, Roger Rogerson, Lucky Lehrer)
14. "Red Tape" – 0:57 (Keith Morris, Greg Hetson)

Noot: tussen haakjes staan de componisten.

## Samenstelling
- Keith Morris - zang
- Greg Hetson - gitaar
- Roger Rogerson - basgitaar
- Lucky Lehrer - drums

Keith Morris · Greg Hetson · Zander Schloss · Keith Fitzgerald
Oud-leden: Roger Rogerson · Lucky Lehrer · Chuck Biscuits · Earl Liberty · Keith Clark
Studioalbums: Group Sex (1980) · Wild in the Streets (1982) · Golden Shower of Hits (1983) · Wonderful (1985) · VI (1987) · Oddities, Abnormalities and Curiosities (1995)

Overige albums: Group Sex/Wild in the Streets (1986, compilatie) · Gig (1992, live)